# Eloísa Cabrera
Eloísa María Cabrera Carmona, née le 17 avril 1971 à Roquetas de Mar est une femme politique espagnole membre du Parti populaire (PP).
Elle est élue députée de la circonscription d'Almería lors des élections de juin 2016 et démissionne en novembre suivant.

## Biographie

### Formation
Elle a réalisé des études de droit.

### Activités politiques
Elle est élue conseillère municipale de Roquetas de Mar sur la liste du maire Gabriel Amat Ayllón à l'occasion des élections municipales de juin 1999. Réélue en 2003, en 2007 puis en 2011, elle est nommée au gouvernement municipal. Après les élections locales de mai 2015, elle est désignée première adjointe de la ville chargée de la Gestion de la ville.
À l'occasion des élections générales de décembre 2015, elle est investie en troisième position sur la liste du Parti populaire conduite par Rafael Hernando et dont la deuxième place est occupée par Juan José Matarí. Le mauvais score du PP, qui n'obtient que deux sièges — c'est-à-dire la moitié de ce qu'il avait remporté quatre ans plus tôt —, la prive d'un siège de parlementaire.
Réinvestie pour le scrutin anticipé de juin 2016, l'amélioration des résultats du parti, qui remporte trois sièges, permet son élection au Palais des Cortes. Elle est alors membre de la commission du Suivi et de l'Évaluation des accords du pacte de Tolède ainsi que de la commission de l'Industrie, de l'Énergie et du Tourisme où elle est porte-parole adjointe. Elle choisit cependant de démissionner le 28 novembre suivant car elle souhaite privilégier son mandat local à son mandat parlementaire. Son siège revient donc à Carmen Navarro Cruz qui occupait la quatrième place sur la liste.